# Coupe Gaillard
Pour les articles homonymes, voir Gaillard et Culebra (homonymie).
La coupe Gaillard (du nom de l'ingénieur David DuBose Gaillard) ou coupe Culebra est le nom donné à une vallée artificielle percée à travers le Panama. Elle constitue une partie du canal de Panama entre l'océan Pacifique et le lac Gatún. Elle mesure 12,6 km de long, depuis les écluses "Pedro Miguel" côté océan jusqu'au bras de la rivière Chagres menant au lac, avec un niveau moyen de 26 m au-dessus du niveau des deux océans.
Le terrassement de cette tranchée a été l'un des plus grands défis de génie civil de son temps.

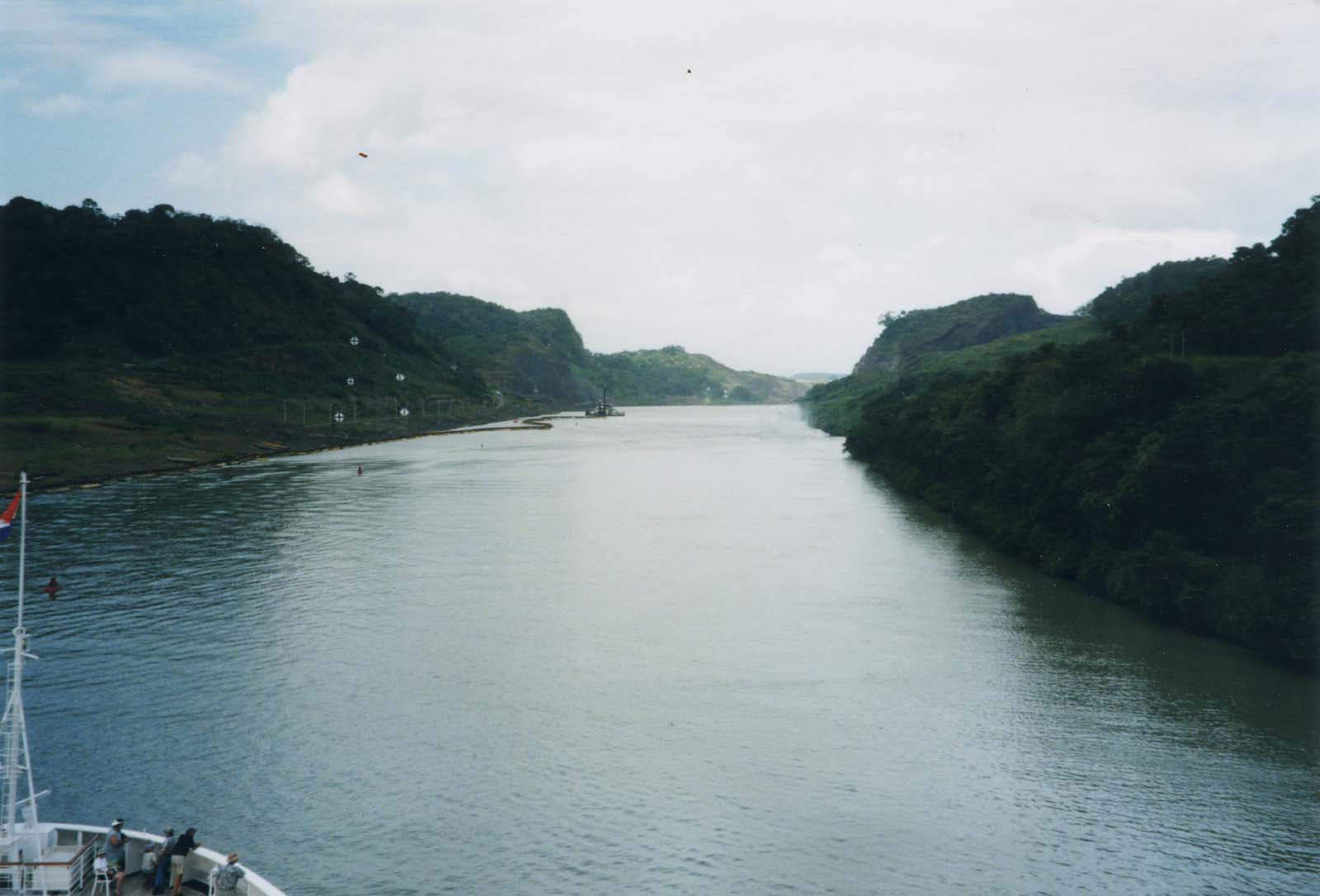
La coupe Gaillard.

## Mise en œuvre

### Français
L'excavation de la coupe « Culebra » a été menée par une entreprise française (Compagnie Universelle du Canal Interocéanique) sous la direction de Ferdinand de Lesseps, qui tenta d'établir un canal au niveau de la mer. Les travaux commencèrent le 22 janvier 1882. La maladie, la sous-estimation du problème, de nombreuses malversations  et des difficultés financières menèrent à l'abandon du projet et à son rachat par les États-Unis. À ce moment-là, 14 256 000 m3 avaient été extraits de la coupe et le sommet (fond du canal) avait été abaissé de 64 à 59 mètres au-dessus du niveau de la mer, sur une petite longueur.

### Américains

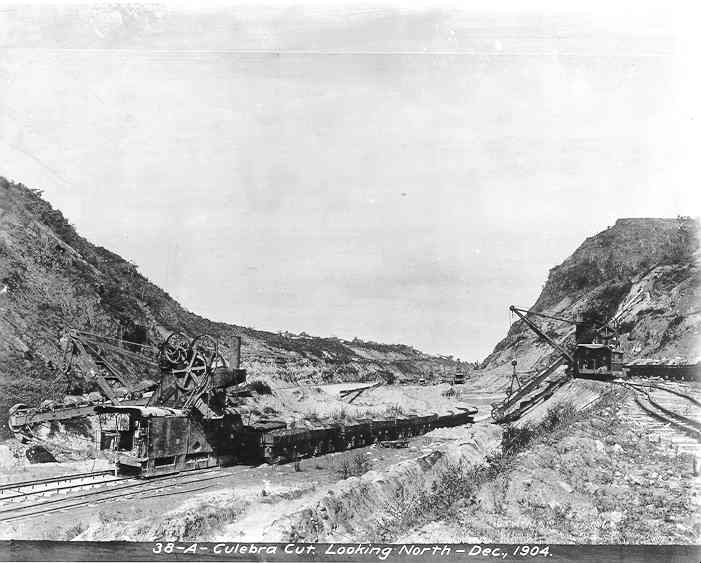
La coupe Culebra en décembre 1904 après le rachat.

Les États-Unis rachetèrent les travaux aux Français et en prirent le contrôle le 4 mai 1904. Sous la direction de l'ingénieur George Washington Goethals, du Corps du génie de l'armée des États-Unis, les Américains reprirent une coupe plus large mais moins profonde dans le but de réaliser un canal à écluses, d'une largeur de 91 mètres à la base et de 540 mètres au sommet entre les montagnes. De nombreux équipements techniques, machines,matériels de levage et de manutention furent importés, ainsi qu'un système de chemin de fer de mine afin d'évacuer les matériaux extraits.
Le major David du Bose Gaillard du même corps des ingénieurs de l'armée américaine, rejoignit le projet au même moment que Goethals et devint responsable de la section médiane du canal, en particulier la coupe "Culebra". Il prit à cœur de réaliser la percée avec un commandement efficace en dépit des nombreuses difficultés.
L'échelle des travaux était imposante. Des centaines de trous de mines furent percés, dans lesquels plusieurs tonnes de dynamite furent placées, afin de briser la roche avant de l'extraire au moyen de pelleteuses. De nombreux trains emportèrent les déblais une vingtaine de kilomètres plus loin. Chaque jour, 160 trains étaient nécessaires. 
Le travail était effectué par 6 000 hommes environ, qui s'arrêtaient deux fois par jour aux moments des explosions et reprenaient ensuite pour évacuer les matériaux. Plus de 600 mines explosaient chaque jour, et 27 000 tonnes  de dynamite furent utilisées. Jusqu'à 23,6 tonnes de dynamite furent utilisées en un seul jour.

### Glissements de terrain

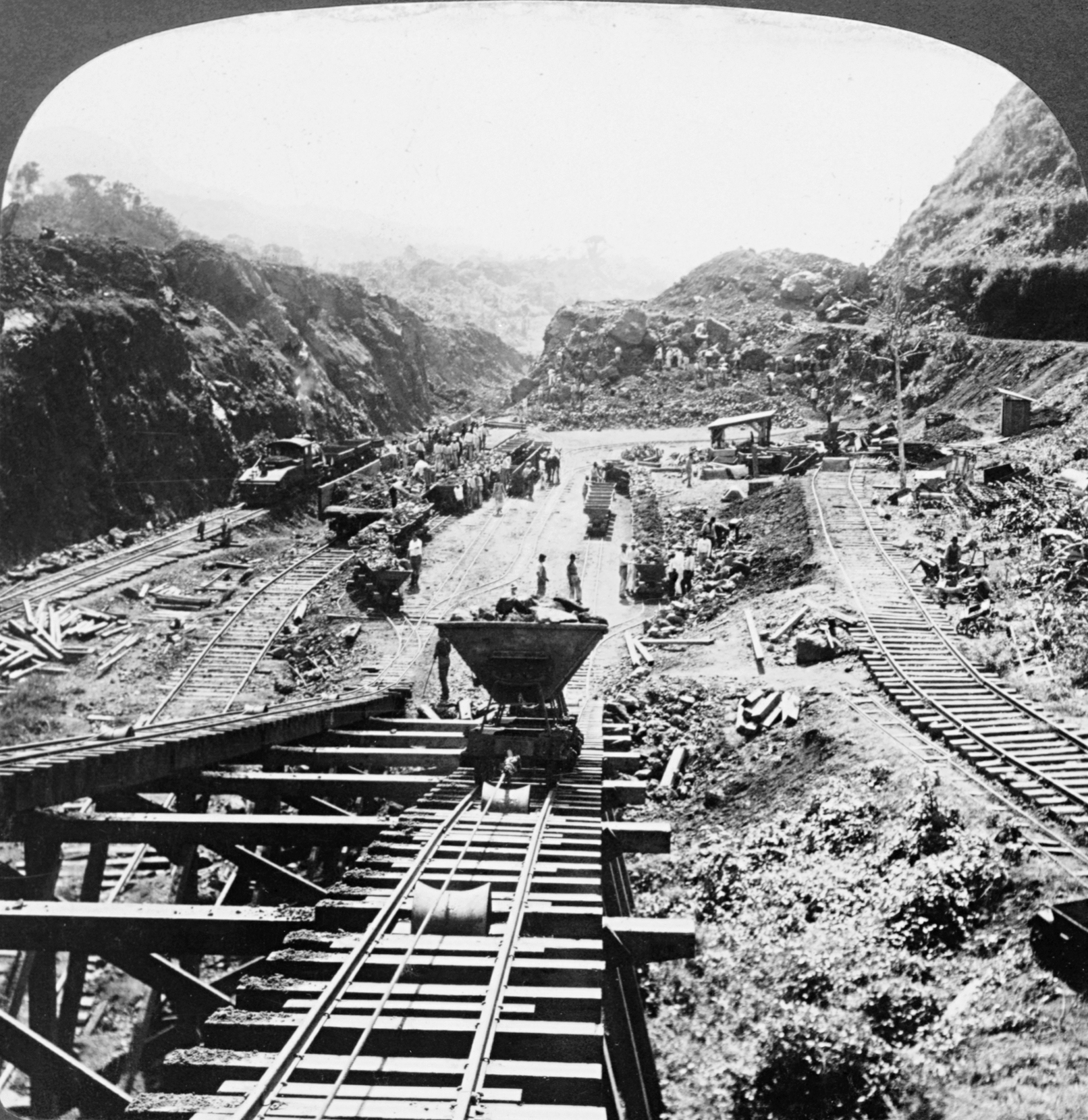
Le terrassement dans la coupe Culebra en 1907.

Le terrassement de la coupe était une des parties les plus risquées du projet de canal, en raison de risques de glissement de terrain. Il avait été estimé que la roche serait stable jusqu'à une hauteur de 73,5 mètres avec une pente de 3 / 2. En pratique, la roche commença à s'effondrer à une hauteur de seulement 19,5 mètres. Ce comportement inattendu avait en partie pour cause l'oxydation de la couche de minerai de fer en raison d'infiltrations d'eau déstabilisant le rocher.
Le premier effondrement fut l'un des plus importants survenus en 1907 à Cucaracha. Une fissure initiale fut notée le 4 octobre 1907, suivie d'un effondrement massif d'environ 382 000 m3 d'argile, ce qui fit dire à de nombreux observateurs, que la construction du canal était impossible. Gaillard compara ces effondrements à celui de glaciers qui seraient faits de boue au lieu de glace. L'argile était trop molle pour être terrassée et fut enlevée en faisant s'écouler de l'eau depuis les hauteurs.
Après cela, les sédiments sur les hauteurs furent enlevés, afin de soulager les couches plus faibles. Le glissement continua de poser quelques problèmes mineurs par la suite.    
La coupe nécessite un entretien constant pour prévenir les glissements de terrain, une préoccupation permanente depuis le premier incident à Cucaracha en 1907 .

## Fin des travaux

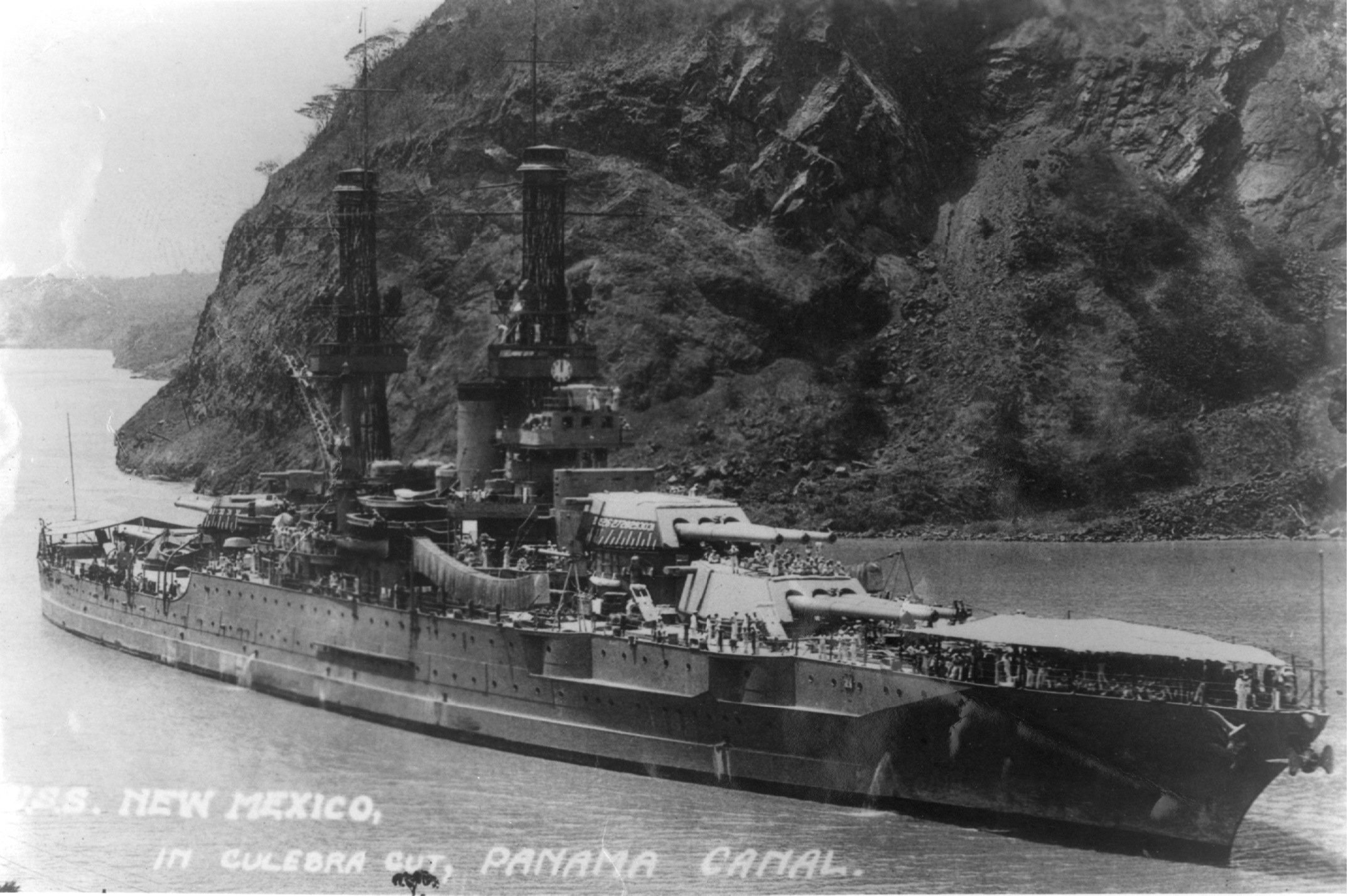
Le cuirassé traverse la coupe Gaillard dans les années 1920.

Le percement de la coupe "Culebra" fut terminé en mai 1913. Les Américains avaient abaissé le terrain de 59 à 12 mètres au-dessus du niveau de la mer, en élargissant considérablement la tranchée par rapport au projet initial. L'excavation a nécessité d'évacuer 76 millions de mètres cubes de matériaux, dont 23 millions générés par les glissements de terrain.
Gaillard mourut d'une tumeur cérébrale à Baltimore le 5 décembre 1913 à 54 ans et ne vit donc pas l'ouverture du canal en 1914. La coupe fut renommée coupe Gaillard le 27 avril 1915 en son honneur.